# جیانلوکا کلمنته
جیانلوکا کلمنته (انگلیسی: Gianluca Clemente؛ زادهٔ ۱۵ آوریل ۱۹۹۶) بازیکن فوتبال است.